# Лисецкий, Пётр Иванович
Пётр Иванович Лисецкий (род. 1 января 1946) — государственный деятель, член Совета Федерации, председатель Магаданской областной Думы.

## Биография
окончил Белорусский политехнический институт по специальности «инженер-технолог» в 1970 г.; трудовую деятельность начал электросварщиком в строительно-монтажном управлении (СМУ) в г. Калинковичи Белорусской ССР (1963—1965); 1970—1987 — мастер, старший прораб, главный инженер СМУ, начальник передвижной механизированной колонны (ПМК), заместитель начальника лаборатории, заместитель начальника отдела треста «Калинковичводстрой»;
1987—1990 — начальник ПМК в п. Сеймган Магаданской области; 1990—1991 — председатель исполкома Среднеканского районного Совета народных депутатов (п. Сеймган); 1991—1994 — глава администрации Среднеканского района;

### Политическая карьера
в 1994 г. был избран депутатом, затем председателем Магаданской областной Думы первого созыва (1994—1997); по должности председателя областной Думы с января 1996 г. по май 1997 г. являлся членом Совета Федерации Федерального Собрания РФ, был заместителем председателя Комитета по делам Севера и малочисленных народов

### Уголовное дело сына
12 июля 2018 года сын Лисецкого Петр Петрович был задержан в Великом Новгороде. В его отношении возбуждено 6 уголовных дел, а обвиняют его в хищении бюджетных денег.